# 8976 Leucura
8976 Leucura eller 4221 T-2 är en asteroid i huvudbältet som upptäcktes den 29 september 1973 av den nederländsk-amerikanske astronomen Tom Gehrels och det nederländska astronomparet Ingrid van Houten-Groeneveld och Cornelis Johannes van Houten vid Palomarobservatoriet. Den är uppkallad efter fågeln Svart stenskvätta.
Asteroiden har en diameter på ungefär 13 kilometer och den tillhör asteroidgruppen Themis.